# Thayer David
Thayer David (4 de marzo de 1927 – 17 de julio de 1978) fue un actor teatral, cinematográfico y televisivo de nacionalidad estadounidense, conocido por su trabajo en la serie de culto de la cadena ABC Sombras tenebrosas (1966–1971) y por su papel del promotor George Jergens en la película Rocky (1976). También fue el Conde Arne Saknussemm en Viaje al centro de la tierra en 1959. Su voz áspera y personal pudo escucharse en numerosos comerciales y en cintas de carácter educativo.

## Primeros años
Su verdadero nombre era David Thayer Hersey, y nació en Medford (Massachusetts). Su padre, Thayer Frye Hersey, era ejecutivo de una empresa dedicada a la industria del papel. David estudió en la Universidad de Harvard en la década de 1940 pero no llegó a graduarse, concentrándose en vez de ello en iniciar una carrera como actor teatral. Con la ayuda económica de su padre, fue cofundador de la compañía del Teatro Brattle (1948–1952), en Cambridge (Massachusetts), dedicándose de modo profesional a las tablas.

## Carrera teatral
Entre sus actuaciones teatrales figuran The Relapse (1950, como Sir Tunbelly Clumsey); La fierecilla domada (1951, como Grumio); The Way of the World (1954, Petulant); The Carefree Tree (1955, The Sixth Son); El rey Lear (1956, el duque de Cornualles); Mister Johnson (1956, Gollup); Saint Joan (1956, el inquisidor); Protective Custody (1956, el doctor Steidl); Oscar Wilde (1957, Oscar Wilde); The Golden Six (1958, Tiberio); A Man for All Seasons (1961, el cardenal Wolsey); Andorra (1963, dueño de pub); La gaviota (1964, Sorin); Las brujas de Salem (1964, Danforth); Baker Street (1965, Moriarty); The Royal Hunt of the Sun (1965, Miguel Estete); Ring Round the Moon (1966, Messerchann); Those That Play the Clowns (1966, Henning); Breakfast at Tiffany's (1966, Rusty Trawler); The Sorrows of Frederick (1967); The Bench (1968, Phillipi); Tío Vania (1971, Serebryakov); The Jockey Club Stakes (1973, Sir Dymock Blackburn); The Dogs of Pavlov (1974).

## Cine y televisión
Entre 1966 y 1971, David interpretó a varios personajes en la serie de la ABC Sombras tenebrosas. Sus papeles fueron los de Matthew Morgan, Ben Stokes, el profesor T. Elliot Stokes, Sandor Rakoski, el conde Petofi, Timothy Stokes PT, Mordecai Grimes y Ben Stokes PT. También fue el reverendo Silas Pendrake en Pequeño gran hombre (1970), el incendiario en Salvad al tigre (1973), Dragon en The Eiger Sanction (1975, con Clint Eastwood), y el promotor George Jurgens en Rocky (1976). También actuó en numerosas series televisivas, entre ellas The Wild Wild West, The Rockford Files, Columbo, Ellery Queen, Kojak, Petrocelli y Hawaii Five-O.
Así mismo, David trabajó en diversos programas pilotos, destacando de entre ellos su papel de malvado en The Amazing Spider-Man (1977).
En 1977 Thayer David hizo el papel del título en Nero Wolfe, una producción de Paramount Television basada en la novela de Rex Stout The Doorbell Rang. David interpretaba al corpulento detective Nero Wolfe. El film no dio paso a una serie, y se emitió el 18 de diciembre de 1979, 17 meses después de haber fallecido David.

## Personal
Residente en Manhattan, Thayer David era coleccionista de bastones, paisajes europeos del siglo XVIII y mobiliario victoriano. Según el director Frank D. Gilroy, David era uno de los actores más cultos de su tiempo, y sus compañeros de reparto en Sombras tenebrosas le consideraban una "enciclopedia andante". 
Thayer David se casó y se divorció de la actriz cinematográfica y televisiva Valerie French. En el momento del fallecimiento del actor, la pareja estaba planeando volver a casarse. David falleció en 1978 a causa de un infarto agudo de miocardio en la ciudad de Nueva York. Tenía 51 años de edad. Sus restos fueron incinerados, y las cenizas entregadas a sus allegados.